# Na odnoj planete
Na odnoj planete (russisk: На одной планете) er en sovjetisk spillefilm fra 1965 af Ilja Olsjvanger.

## Medvirkende
- Innokentij Smoktunovskij som Vladimir Lenin
- Emma Popova som Nadezjda Krupskaja
- Juljen Balmusov som Felix Dzerzjinskij
- Andro Kobaladze som Joseph Stalin
- Pantelejmon Krymov